# ياسين الغربي
ياسين الغربي (من مواليد 23 مارس 1990) لاعب تونسي بارالمبي شارك بتنافس في سباقات الكراسي المتحركة من فئة T54. حيث شارك في دورة الألعاب البارالمبية 2016 ولقب ببطل العالم في سباقي 400 و 800 متر.
حُرم من المشاركة في المسابقات الرياضة في 4 فبراير 2024 سبب الإيقاف هو تعاطيه المنشطات.

## التاريخ الشخصي
وُلِد ياسين في رادس، تونس، عام 1990.

## المسيرة الرياضية
بدأ ياسين الغرابي في المشاركة ضمن ألعاب القوى في عام 2009 بهدف تحسين اندماجه الاجتماعي. حيث كانت مشاركته الاولى على المستوى الدولي في عام 2010 وصنف ضمن منافسي T54. كانت أول مسابقة دولية كبرى شارك فيها ياسين هي دورة الألعاب المتوسطية التي أقيمت في مرسين بتركيا. شارك في حدث واحد، وهو سباق 1500 متر (T54)، أحرزة المركز الثالث بوقت قدره 3.26:81. وبعد عامين مثل ياسين بلاده تونس على الساحة العالمية بعد تأهله لبطولة العالم لألعاب القوى لذوي الإعاقة 2015 في الدوحة، قطر. شارك في أربع فعاليات، وفشل في إكمال سباقات 1500 متر و 5000 متر، لكنهُ أنهى سباق 800 متر واحرز المركز السابع وسباق 400 متر احرز المركز الرابع.  في أكتوبر 2015 شارك الغربي في دورة الألعاب الأفريقية 2015 في الدوحة، قطر. حيث احرز هناك الميدالية الذهبية في حدثين، 800 متر (T54) و 1500 متر (T53/54).
أختير ياسين الغربي لتمثيل بلاده في أول دورة ألعاب بارالمبية صيفية لهُ، والتي أقيمت في ريو دي جانيرو عام 2016. في سباقه الأول، 400م (T54)، سجل وقتًا قياسياً قدره 47.07 ثانية ليحصل على الميدالية البرونزية، وهو أول مركز له على منصة التتويج في بطولة دولية كبرى. لم يصل ياسين الغربي إلى النهائيات في سباق 1500 متر و سباق 800 متر، وعلى الرغم من حصوله على المركز الثاني في البداية ولكن فاز السويسري مارسيل هوج،واستبعاده لاحقًا ولم يحصل على ميدالية. 
العام الذي تلاه، وفي بطولة العالم لألعاب القوى لذوي الاحتياجات الخاصة 2017 المقامة في لندن، أعلن الغربي وصوله كمشارك رئيسي في فئتهُ وحقق فوزاً في الميداليات لجميع سباقاته الأربع. واحرزة الميدالية البرونزية في سباق 800 متر، والميدالية الفضية في سباق 1500 متر، وحقق رقمين قياسيين جديدين في البطولة ليحصل على الميدالية الذهبية في سباقي 200 متر و400 متر.